# Leucandra yuriagensis
Leucandra yuriagensis är en svampdjursart som beskrevs av Hozawa 1933. Leucandra yuriagensis ingår i släktet Leucandra och familjen Grantiidae.
Artens utbredningsområde är havet kring Japan. Inga underarter finns listade i Catalogue of Life.